# Israel Jiménez
Israel Jiménez est un footballeur mexicain né le 13 août 1989 à Monterrey. Il évolue au poste de défenseur.

## Carrière
- 2008-2020 : Tigres UANL ( Mexique)[1]
- 2014 : Club Tijuana ( Mexique)
- 2019-2020 : FC Juárez ( Mexique)
- 2020- : Mazatlán FC ( Mexique)

## Palmarès

### En club
- SuperLiga :
  - Vainqueur : 2009.

- Champion du Mexique :
  - Vainqueur : 2011 (A), 2015 (A), 2016 (A), 2017 (A), 2019 (C).

- Coupe du Mexique :
  - Vainqueur : 2014 (C).

- Supercoupe du Mexique :
  - Vainqueur : 2016, 2017, 2018.

- Campeones Cup :
  - Vainqueur : 2018.

### En sélection
- Jeux olympiques :
  - Vainqueur : 2012